# Wegscheid, Haut-Rhin
Wegscheid är en kommun i departementet Haut-Rhin i regionen Grand Est (tidigare regionen Alsace) i nordöstra Frankrike. Kommunen ligger i kantonen Masevaux som tillhör arrondissementet Thann. År 2022 hade Wegscheid 317 invånare.

## Befolkningsutveckling
Antalet invånare i kommunen Wegscheid
| Referens: INSEE |